# Innuendo (album)
Innuendo je album britanskog rock sastava Queen, izdan 1991. godine. 
U Velikoj Britaniji dostiže platinastu nakladu, na ljestvicama se zadržava punih 37 tjedana na prvome mjestu. Posljednji je izdani studijski album sastava za života Freddija Mercuryja. Sadrži 12 pjesama, koje variraju od hard rock "The Hitman" i "Headlong", pa do rock balada "These Are the Days of Our Lives", koja je proglašena za najbolju pjesmu godine. Pjesma je ujedno i oproštajna pjesma pjevača Freddija Mercuryja, te se u spotu za tu pjesmu posljednji put pojavljuje već vidno bolestan. Na albumu se nalazi i pjesma "The Show Must Go On" koju su napisali svi članovi sastava.

## Pjesme s albuma
1. Innuendo - 6:29
2. I'm Going Slightly Mad - 4:22
3. Headlong - 4:39
4. I Can't Live with You - 4:35
5. Don't Try So Hard - 3:39
6. Ride the Wild Wind - 4:41
7. All God's People - 4:19
8. These Are the Days of Our Lives - 4:12
9. Delilah - 3:32
10. The Hitman - 4:52
11. Bijou - 3:36
12. The Show Must Go On - 4:24

## Pjesme
1. Innuendo (May - Taylor - Deacon - Mercury) - Objavljena kao singl 14. prosinca 1991. godine. Jedna je od najdužih pjesama sastava u trajanju od 6 i pol minuta. Pjesma je odmah po izdavanju dospjela na prvo mjesto top liste u UK. U spotu su korišteni isječci iz ranijih spotova sastava koji su za ovu priliku animirani. Članovi sastava su također animirani i to u stilu Leonarda da Vincia (Mercury), Jacksona Polloca (Taylor), Pabla Picassa (Deacon) i u Viktorijanskom stilu (May). U spot su uvrštene i monoge povijesne fotografije. U SAD-u je zabranjen spot u kojem su prikazane fotografije iz Zaljevskog rata. Iste godine objavljena je na kompilaciji Greatest Hits II.
2. I'm Going Slightly Mad (Mercury) - Objavljena kao singl 4. ožujka 1991. godine. Mercury je pjesmu napisao inspiriran raznim oblicima ludila od kojih pate bolesnici od SIDE (kroz što je vjerojatno i sam prolazio). Snimanje spota bilo je potresno svjedočanstvo za sve nazočne. Mercury je na snimanje stigao u bolesničkom krevetu na kojem se i odmarao tijekom pauza snimanja. Spot je snimljen u crno-bijeloj tehnici da se prekrije Mercuryjevo stanje, koji je bio našminkan teškom šminkom i nosio je duplo odijelo da se prekrije slabost njegovog organizma. Brian May je obučen u Pingvina, Roger Taylor je na glavi nosio čajnik, John Deacon je bio obučen u dvorsku ludu dok je Mercury na glavi nosio bunt banana. Čovjek koji je odjeven u gorilu zapravo je pjevač Elton John. Mika u svojoj pjesmi Grace Kelly aludira na ovu pjesmu stihovima: "And then I tried a little Freddie, hmm; I've gone identity mad!". Iste godine objavljena je na kompilaciji Greatest Hits II.
3. Headlong (May) - Objavljena kao singl 1991. godine. Glazbeni spot sniman je krajem 1990.-te i početkom 1991. te su vidljive bitnije promjene u izgledu Freddija Mercuryja. U spotu je prikazan sastav kako izvodi pjesmu na pozornici, te kako rade u studiju. Iste godine objavljena je na kompilaciji Greatest Hits II. 1997. godine objavljena je na kompilaciji Queen Rocks.
4. I Can't Live with You (May) - Brian May je pjesmu napisao za svoj samostalni album, ali ju je odlučio objaviti zajedno sa sastavom. Rock verzija pjesme objavljena je 1997. godine na kompilaciji Queen Rocks.
5. Don't Try So Hard (Mercury) - Freddie Mercury nas ovom pjesmom zvukom vraća u početak 80-tih godina.
6. Ride the Wild Wind (Taylor) - Pjesmu je napisao i otpjevao Roger Taylor, ali konačna verzija donosi duet s Mercuryjem. Taylor je napisao pjesmu podsjećejući slušatelje na njegovu pjesmu "I'm in Love with My Car" koja je 1975. godine objavljena na albumu A Night at the Opera. Obje pjesme su inspirirane Taylorovom strašću za automobilizmom i utrkama.
7. All God's People (Mercury - Moran) - Objavljena na "B" strani singla "Headlong". Mercury je pjesmu napisao zajedno s Mikeom Moranom pod nazivom "Africa by Night" za svoj samostalni album Barcelona ali je nije objavio na tom albumu.
8. These Are the Days of Our Lives (Taylor) - Objavljena kao singl 5. rujna 1991. godine. Roger Taylor je pjesmu posvetio Freddiju Mercuryju koji je proživljavao teške dane svog života zbog bolesti (SIDE). U spotu se Mercury posjednji puta pojavljuje pred kamerama već teško bolestan i slabo pokretan i oprašta se od publike. 1992. godine na Freddie Mercury Tribute Koncertu pjesmu su izveli George Michael i Lisa Stansfield. 1999. godine objavljena je na kompilaciji Greatest Hits III.
9. Delilah (Mercury) - Mercury je pjesmu napisao inspiriran svojom mačkom kojoj je ime "Delilah".
10. The Hitman (Mercury) - Objavljena 4. ožujka 1991. godine na "B" strani singla "I'm Going Slightly Mad". Mercury je pjesmu napisao u Pop stilu ali ju je Brian May odlučio napraviti u hard rock stilu. Pjesmu je aranžirao John Deacon.
11. Bijou (Mercury - May) - Objavljena 14. siječnja 1991. godine na "B" strani singla "Innuendo". Mercury i May su napisali pjesmu bez ikakve pomoći Deacona i Taylora.
12. The Show Must Go On (May - Mercury) - Objavljena kao singl 14. listopada 1991. godine. Odmah po izlasku pjesma se poela na vrhove top ljestvice singlova diljem svijeta. Pjesma je nastala nakon što su Brian May i Freddie Mercury napisali tekst i glazbu slušajući akorde koje su kao vježbu svirali Roger Taylor i John Deacon|Deacon. Sam naziv "The Show Must Go On" odnosno "Predstava se mora nastaviti" nastao je kao reakcija na brojne spekulacije koje su se pojavljivale u tisku od kraja 80-tih godina o Mercuryjevom zdravlju. Pošto se Mercury više nije mogao pojaviti pred kamerama za snimanje novog spota upotrebljeni su snimci ranijih uradaka od 1981. do 1991. godine. Iste godine objavljena je na kompilaciji Greatest Hits II. Verzija uživo s Eltonom Johnom objavljena je na kompilaciji Greatest Hits III.

Pjesme koje se ne nalaze na albumu a izdane su kao "B" strane singlova:
1. Lost Opportunity (Queen) - Objavljena 4. ožujka 1991. godine na "B" strani singla "I'm Going Slightly Mad"
2. Mad the Swine (Queen) - Objavljena na "B" strani singla "Headlong"